# お兄ちゃんだけど愛さえあれば関係ないよねっ
『お兄ちゃんだけど愛さえあれば関係ないよねっ』（おにいちゃんだけどあいさえあればかんけいないよねっ）は、鈴木大輔による日本のライトノベル。イラストは閏月戈が担当。MF文庫J（メディアファクトリー→KADOKAWA）より2010年12月から2019年1月まで刊行された。略称は「おにあい」。2013年9月時点でシリーズ累計発行部数は125万部を記録している。「電子書籍アワード2013」ライトノベル部門では4位を獲得している。
メディアミックス展開として、『月刊コミックアライブ』2011年12月号から2015年7月号まで緑青黒羽によるコミカライズ作品が連載され、2012年10月から12月にかけてテレビアニメが放送された。日本国外において翻訳版も刊行されている。

## あらすじ
とある事情で兄妹の姫小路秋人と姫小路秋子は離れ離れになっていた。妹の秋子は兄である秋人との再会を切に願っていた。そんなある日、兄の秋人が東京都の私立聖リリアナ学園に転校してきた。秋子は6年ぶりに再会を果たし、一つ屋根の下で秋人と平穏な生活を送っていく予定だった。しかし、現実はそう上手く行かず、二人の生活を邪魔するかのように、生徒会長の二階堂嵐や金髪ツインテ美少女副会長の那須原アナスタシア、小学時代の幼馴染猿渡銀兵衛春臣までもが寮に引っ越して来る。

## 登場人物
担当声優は、ドラマCD版とテレビアニメ版のもの。

### 生徒会
姫小路 秋人（ひめのこうじ あきと）
声 - 逢坂良太
本作の主人公。聖リリアナ学園の高等部2年A組で、自宅は寮でありさが来るまで管理人だった。容姿、学業ともに平凡。本質は怠け者でトラブルのない余生を過ごしたいと考えている。しかし、それは彼の一面にすぎず、固く決心したことは何がなんでも独力で遣り通す意志の強さを持つ。そのため秘密主義のところがありその点は秋子を除く寮生から不満をもたれている。勘も鋭く幼少の時期に秋子が実妹ではないと気づいていた。
両親がいわゆる仕事人間であったために親代わりとなって妹の秋子を育てたが、両親の死後は彼女と引き離され、親類である京都の名家、鷹ノ宮（たかのみや）家に引き取られた。
表向きは鷹ノ宮に服従する素振りを見せつつも、内心では妹と自分を引き裂いた両家に怒りを抱いていた。以後、誰にも内心を打ち明けることなく妹を取り戻すために行動し、作家業の稼ぎで生活費を貯め、離れ離れになってから6年後、聖リリアナ学園に転入し秋子と共に寮での新生活を始める。しかし転校初日に嵐から「生徒会書記代理副補佐」（無理やり作られた役職で、要はパシリ）に任命され、さらには他の生徒会メンバー全員が寮に入ったことで、彼女たちに振り回される毎日を送ることになる。彼女たちのアプローチには、さり気なくかわしたりはぐらかしたりしている。
鷹ノ宮・有栖川両家からは、半ば強引に家を出たために一切の生活援助は受けておらず、生活費を稼ぐために「新藤光一郎（しんどう こういちろう）」名義で作家業をしている。処女作は兄妹間の恋愛をテーマとした作品「禁じられた愛の物語」。このことは誰にも言わず秘密にしていたが、第7巻で秋子に打ち明けた。
学業の成績は人並みだが銀兵衛や嵐からはそれ以外の要素で一目置かれている。
嵐からは敵に回したくないといわれており事実、妹と引き裂いたことで不興を買った鷹ノ宮家と有栖川家は財産と不正の証拠を握られてしまっている。
その言動・行動から周囲からはシスコンであると評されているが、秋人自身にその自覚はない。
秋子の二卵性双生児の兄とされているが、実際は秋子と血の繋がりはなく、嵐からは彼女の従弟にあたることが仄めかされている。オカルトが苦手。
姫小路 秋子（ひめのこうじ あきこ）
声 - 木戸衣吹
本作のヒロインの一人。秋人の妹。聖リリアナ学園の高等部2年B組で生徒会書記。初等部5年生の時に聖リリアナ学園に転入した。幼少の頃は秋人が親代わりであったが、両親の死後は親類の名家、有栖川（ありすがわ）家に引き取られ、秋人とは別に育てられた。有栖川で育てられたため、どこに出しても恥ずかしくない立ち居振る舞いを身に付けている。思ったことをハキハキと口に出す性格だが、動揺すると関西弁が出る癖があり、極度に動揺すると頭の中で言語をまとめることができなくなり、大声で奇声に近い言動を発する。また性的に興奮すると「グヘ」「グヘヘ」と笑う。新藤光一郎のファン。
容姿端麗・スタイル抜群・成績優秀な美少女だが、極度のブラコンであり、秋人に対して恋愛感情を抱いている。自身ではそのことをむしろ誇りに思っており、私生活で露骨に性的な目で秋人を誘惑して男女の一線を越えようとしている。裸眼では秋人の顔をまともに見られないほど眼が悪いが、自分では眼鏡が似合わないと思っており秋人と2人きりの時は外している。その理由として、本人曰く「不自然な物体が顔にはまっているのがヘン」とのこと。しかし、学校内では眼鏡をかけている。この眼鏡をかけていることは、始業式当日の朝に告白している。
初めからありさを秋人の仲を脅かす存在として敵意剥き出しだったが、ありさの秋人の思う真剣さを認め姉妹同然に親しくなる。兄弟愛に関して強気にでているが法律的な話や常識的な話をされると弱い。両脇に付けている鈴付き赤いリボンの髪飾りがチャームポイント。
那須原 アナスタシア（なすはら アナスタシア、Nasuhara Anastasia）
声 - 茅原実里
本作のヒロインの一人。聖リリアナ学園の高等部2年生で生徒会副会長。
秋人の聖リリアナ学園転入に際し、寮での生活品の買出しのため訪れた店舗内で秋人と出会う。秋人の転入当日に告白したが秋人には本気にされず、それ以来自らをあだ名「アナ」と呼ばせようとする（しかし、呼ぶと「女性に向かって穴呼ばわりだなんて、あなたも相当な男ね」と必ず言う）など、秋人に（主に性的な話題で）絡む。秋人の困った顔を見るのが大好き。
秋子とは聖リリアナ学園初等部5年生クラスに秋子が転入した時に知り合ったが、互いに能力が高いことから相互に意識せざるを得ない関係となり、犬猿の仲となっている。アナスタシア本人の努力もありバストサイズ・身長・成績等ほぼすべてにおいて秋子をわずかながら上回っているが、唯一家事スキルに関しては「草むしりすらできない」壊滅的な状態であり、自身も無能であると認めている。
世界的大企業である那須原重工の令嬢である。クォーターの父親とロシア系アメリカ人の母親の間に生まれ、金髪ツインテールである。幼少期の多くをヨーロッパを転々として過ごしたのち、5歳時に父親の家督相続に伴い日本に移住し聖リリアナ学園初等部に入学した。
感情が表情や口調に表れないクール・ビューティであるが、意外にもファンシーグッズが大好きである。那須原家の屋敷の自室はぬいぐるみで溢れかえっており、特に熊のぬいぐるみがお気に入り。秋人には可愛い物好きであることを必死に隠そうとしているが、それが仇となって秋人にバレてしまう。また後にありさが寮管理人として来てからは、「枕元に置きたいぐらい」ありさの虜となっている。
小説第6巻掲載エピソード『那須原アナスタシア』では、冒頭で「那須原・C・アナスタシア・美沙希」の名で表記された。同エピソードは秋人一人称記述である通常エピソードと異なり、那須原アナスタシアの一人称で記述されている。
猿渡 銀兵衛 春臣（さわたり ぎんべえ はるおみ）
声 - 下田麻美
本作のヒロインの一人。小学生時代に秋人が京都にいた頃の幼馴染で、銀兵衛のクラスに秋人が転校した時に知り合った。知り合った当初は秋人をうざったく気にくわない男としか思っていなかったが、秋人からのアプローチや喧嘩を通じ仲良くなった。秋人から「ギン」とあだ名で呼ばれ、秋人以外からあだ名で呼ばれるの嫌がる。当時、秋人は銀兵衛のことを男だと勘違いしていた。それから数年後、秋人を追いかけて単身聖リリアナ学園の高等部に転校してきた。転校後、嵐に勧められて生徒会会計となった。
男性のような名前および口調であるが女性であり（いわゆるボク少女）、北欧系の血が混じっているためか銀髪ショートボブの碧眼。ただし体型は小学生のように小柄で細身なためか、スタイルの良い他の生徒会メンバーに対しコンプレックスを抱いている節がある。実家である猿渡家は伝統ある商家であるが、家のしきたりから男として育てられ、また貧乏暮らしをさせられている。
秋人の鈍感さには呆れており、その度に独り言を呟いては怒りだすため秋人の機嫌を損ね言い争ってしまうこともしばしば。趣味は将棋やクロスワードなどで、クッキー作りが得意。またケーキが好きで、その中でも特にモンブランが好き。学園の裏庭で、偶然見つけたブチネコの子猫を拾い飼い始めるが部屋には入れていない様子。
二階堂 嵐（にかいどう あらし）
声 - 喜多村英梨
本作のヒロインの一人。聖リリアナ学園の高等部3年生で生徒会長。髪型は赤いポニーテールで、右目にはファッションとして眼帯をしている（その中には赤い瞳を演出するためのコンタクトもつけている。オッドアイを隠すために眼帯をつけているという中二病的な「設定」）。
学業成績が学年トップであるなど非常に有能ではあるが、バイセクシャルであり、捕食者（プレデター）という渾名が付けられている程性欲が強い。30人の愛人がいたが、生徒会メンバーでハーレムを構成するためにその全員と別れた。プライベートでは下着を付けていない。笑う時は「かっかっか」と笑う。また、竹光という銘の真剣を持ち歩いている。
実家は武家屋敷であり、そこでは学園とは180度違うお淑やかな令嬢を装っているが、正直肩が凝るため苦手としている。しかし装っていても捕食者としての一面がチラホラ出てしまっていた。茶道や華道の心得がある。
秋人と出会って早々、秋人しか知らないはずの秋子との血縁関係がないことを見抜かれている。なお、二階堂家も秋人と秋子の血縁関係の偽装に関わっていたためであり、この事実を知っているのは二階堂家でも極僅かである。

### その他
鷹ノ宮 ありさ（たかのみや ありさ）
声 - 諸星すみれ
本作のヒロインの一人。5巻より聖リリアナ学園学生寮の管理人を務める。秋人が世話になっていた鷹ノ宮家の息女で、秋人の婚約者。12歳だが、既に飛び級で大学を卒業している天才少女で、名門大学在学中だった10歳時に書いた論文が専門誌に載るほど。料理や家事全般も難なくこなす。友人の嵐に寮の正式な管理人を頼まれ寮にやって来る。控えめな性格で、秋子を姉同然に慕っている。切羽詰まったり泣きが入ると「にゅう」と口癖が出る。髪型は赤いロングヘアに黄色いカチューシャ（外す場合あり）を付けている。
秋人を「にいさま」と慕っており、秋子らを「姓+ねえさま（銀兵衛は銀兵衛ねえさま、嵐のみ会長ねえさま）」と慕っている。あまりの暴力的な可愛さに右に出る者はなく、この可愛さに屈した者から「鷹ノ宮の最終兵器」と呼ばれている。
基本的に寝相は悪くないのだが、時折服を脱いでしまう癖があり本人は自覚がない。
神野 薫子（じんの かおるこ）
声 - 高本めぐみ
民暗書房の社員で、秋人の担当編集者。25歳で、聖リリアナ学園のOG。
かなりの天然で泣き虫だが、編集者としての矜持と責任感は高く、秋人のシスコンをどうにかして矯正したいと思っている。ただし基本的に空回りしてばかりで、当の秋人からは完全にスルーされている。
冴木 静香（さえき しずか）
聖リリアナ学園教師。2年A組の副担任で、現代国語を担当。学園のOGで、薫子とは同級生にあたる。
サバサバとした性格であるが、天然ボケで運動音痴。そのギャップから、生徒からの人気は高い。
両親は某県某所の海水浴場にある海の家「しらはま」を経営している。
龍崎 玲花（りゅうざき れいか）
声 - 渡會眞菜
アニメのみ登場。秋子と鮎美の親友。眼鏡っ娘。鮎美共々吸血鬼物のドラマが好き。おしとやかな性格。髪型は青いロングヘア。
媛川 鮎美（ひめかわ あゆみ）
声 - 長谷悠衣
アニメのみ登場。秋子と玲花の親友。眼鏡っ娘。猫好き。髪型はショートヘア。

### 架空キャラクター
秋人（新藤光一郎）の小説『禁じられた愛の物語』シリーズに登場するキャラクター。同作は基本的に日本を舞台としているが、フランスを舞台とした「涙のシャンゼリゼ」などもあり、作品ごとにキャラクター設定を若干変更している。
秋男（あきお） / アキーオ
声 - 置鮎龍太郎
シリーズの主人公。妹・秋菜を愛する兄。
秋菜（あきな） / アキーナ
声 - 真堂圭
シリーズのヒロイン。秋男の妹。兄を愛している。

## 既刊一覧

### 小説
第2巻、および同じく鈴木の作品で富士見ファンタジア文庫（富士見書房）レーベルで出版される『ニート吸血鬼、江藤さん』第1巻の発売に際しては、メディアファクトリーと富士見書房2社の共同企画「ニート吸血鬼だけど、愛さえあれば関係ないよねっ」キャンペーンが開催され、両作品のクロスオーバー短編が携帯電話特設ページ上で無料公開された。第7巻には鈴木による書き下ろし脚本のドラマCDが付属した特装版も用意された。
また、台湾・韓国・中国においてそれぞれ翻訳版が刊行されている。
鈴木大輔（著）・閏月戈（イラスト） 、メディアファクトリー→KADOKAWA〈MF文庫J〉、全12巻
| タイトル | タイトル                                                       | 初版第一刷発行日（発売日） | ISBN              |
| -------- | -------------------------------------------------------------- | -------------------------- | ----------------- |
| 1        | お兄ちゃんだけど愛さえあれば関係ないよねっ                     | 2010年12月31日（12月24日） | 978-4-8401-3676-1 |
| 2        | お兄ちゃんだけど愛さえあれば関係ないよねっ2                    | 2011年3月31日（3月25日）   | 978-4-8401-3855-0 |
| 3        | お兄ちゃんだけど愛さえあれば関係ないよねっ3                    | 2011年6月30日（6月24日）   | 978-4-8401-3941-0 |
| 4        | お兄ちゃんだけど愛さえあれば関係ないよねっ4                    | 2011年10月31日（10月25日） | 978-4-8401-4268-7 |
| 5        | お兄ちゃんだけど愛さえあれば関係ないよねっ5                    | 2012年2月29日（2月24日）   | 978-4-8401-4389-9 |
| 6        | お兄ちゃんだけど愛さえあれば関係ないよねっ6                    | 2012年5月31日（5月25日）   | 978-4-8401-4581-7 |
| 7        | お兄ちゃんだけど愛さえあれば関係ないよねっ7                    | 2012年9月30日（9月25日）   | 978-4-8401-4815-3 |
| 7        | お兄ちゃんだけど愛さえあれば関係ないよねっ7 ドラマCD付き特装版 | 2012年9月30日（9月25日）   | 978-4-8401-4636-4 |
| 8        | お兄ちゃんだけど愛さえあれば関係ないよねっ8                    | 2012年10月31日（10月25日） | 978-4-8401-4846-7 |
| 9        | お兄ちゃんだけど愛さえあれば関係ないよねっ9                    | 2013年3月31日（3月25日）   | 978-4-8401-5136-8 |
| 10       | お兄ちゃんだけど愛さえあれば関係ないよねっ10                   | 2013年9月30日（9月25日）   | 978-4-8401-5419-2 |
| 11       | お兄ちゃんだけど愛さえあれば関係ないよねっ11                   | 2014年3月31日（3月22日）   | 978-4-04-066387-6 |
| 12       | お兄ちゃんだけど愛さえあれば関係ないよねっ12                   | 2019年1月31日（1月25日）   | 978-4-04-065385-3 |

### 漫画

#### お兄ちゃんだけど愛さえあれば関係ないよねっ
鈴木大輔（原作）・閏月戈（キャラクター原案）・緑青黒羽（作画）、メディアファクトリー→KADOKAWA〈MFコミックス アライブシリーズ〉、全7巻
| タイトル | タイトル                                     | 初版第一刷発行日（発売日） | ISBN              | 初出 |
| -------- | -------------------------------------------- | -------------------------- | ----------------- | --- |
| 1        | お兄ちゃんだけど愛さえあれば関係ないよねっ 1 | 2012年2月29日（2月23日）   | 978-4-8401-4415-5 | 月刊コミックアライブ2011年11月 - 2012年2月                                                                      |
| 2        | お兄ちゃんだけど愛さえあれば関係ないよねっ 2 | 2012年5月31日（5月23日）   | 978-4-8401-4466-7 | 月刊コミックアライブ2012年3月 - 6月                                                                             |
| 3        | お兄ちゃんだけど愛さえあれば関係ないよねっ 3 | 2012年9月30日（9月21日）   | 978-4-8401-4724-8 | 月刊コミックアライブ2012年7月 - 10月                                                                            |
| 4        | お兄ちゃんだけど愛さえあれば関係ないよねっ 4 | 2013年3月31日（3月23日）   | 978-4-8401-5029-3 | 月刊コミックアライブ2012年11月 - 2013年3月 アライブコミックス 『僕は友達が少ない 公式アンソロジーコミック』収録 |
| 5        | お兄ちゃんだけど愛さえあれば関係ないよねっ 5 | 2013年10月31日（10月23日） | 978-4-8401-5338-6 | 月刊コミックアライブ2013年5月 - 11月                                                                            |
| 6        | お兄ちゃんだけど愛さえあれば関係ないよねっ 6 | 2014年5月31日（5月23日）   | 978-4-04-066558-0 | 月刊コミックアライブ2013年12月 - 2014年6月                                                                      |
| 7        | お兄ちゃんだけど愛さえあれば関係ないよねっ 7 | 2015年6月30日（6月23日）   | 978-4-04-067286-1 | 月刊コミックアライブ2014年7月 - 2015年7月                                                                       |

#### 魁!! お兄ちゃんだけど愛さえあれば関係ないよねっ
スピンオフ漫画。ストーリーは生徒会の活動が中心。『月刊コミックアライブ』2013年3月号の掲載分を最後に休載。
鈴木大輔（原作）・閏月戈（キャラクター原案）・山根玲（作画） 、メディアファクトリー〈MFコミックス アライブシリーズ〉、既刊1巻（2012年11月21日現在）
| タイトル | タイトル                                          | 発売日         | ISBN              |
| -------- | ------------------------------------------------- | -------------- | ----------------- |
| 1        | 魁!! お兄ちゃんだけど愛さえあれば関係ないよねっ 1 | 2012年11月21日 | 978-4-8401-4753-8 |

## テレビアニメ
2012年5月にテレビアニメ化が発表され、2012年10月から12月までAT-X、TOKYO MX、サンテレビ、BS11にて放送された。全12話。
本作品の特徴として、OP前のアバンが他のアニメ作品と比べてかなり長くなっており、またAパートとBパートの長さが各話不規則となっている。
原作では秋人と秋子の同居からヒロイン達全員との共同生活までの流れが順に描かれるが、アニメでは第1話の秋人と秋子の生活が始まった後からヒロイン達全員との共同生活までの流れが省略され、いきなり共同生活の場面に入っている。

### スタッフ
- 原作 - 鈴木大輔[37]
- 監督 - 川口敬一郎[37]
- シリーズ構成 - ふでやすかずゆき[37]
- キャラクター原案 - 閏月戈[37]
- キャラクターデザイン・総作画監督 - 川村幸祐[37]
- プロップデザイン - 千葉崇洋[38]、滝本祥子[38]
- 色彩設定 - 鈴木寿枝[8]
- 美術監督 - 椋本豊[37]
- 音響監督 - 飯田里樹[8]
- 編集 - 吉武将人
- 撮影監督 - 林コージロー[8]
- 音楽プロデューサー - 伊藤善之[38]、斎藤滋[38]
- 音楽 - 安藤高弘[8]
- 音楽制作 - ランティス[8]
- プロデューサー - 伊藤誠[38]、斎藤滋[38]、津田好久[38]、細川修[38]、石塚正俊[38]、立崎孝史[38]、岩浅健太郎[38]、金子逸人[38]、和田洋介[38]、南寛将[38]
- アニメーションプロデューサー - 田部谷昌宏[38]
- アニメーション制作 - SILVER LINK.[8]
- 製作 - おにあい製作委員会（メディアファクトリー、ランティス、SILVER LINK.、ダックスプロダクション、コスパ、博報堂DYメディアパートナーズ、AT-X、ソニー・ミュージックコミュニケーションズ）[11]

### 主題歌
「SELF PRODUCER」
茅原実里によるオープニングテーマ。作詞はこだまさおり、作曲・編曲は菊田大介。
「Lifeる is LOVEる!!」
エンディングテーマ。作詞は畑亜貴、作曲・編曲は高田暁。歌は姫小路秋子（木戸衣吹）、那須原アナスタシア（茅原実里）、猿渡銀兵衛春臣（下田麻美）、二階堂嵐（喜多村英梨）によるユニット「リリアナシスターズ」。

### 各話リスト
各話の正確なサブタイトルは、Aパート終了後のアイキャッチ時に明らかになる。
| 話数   | サブタイトル                                                          | 脚本             | 絵コンテ         | 演出       | 作画監督                                         |
| ------ | --------------------------------------------------------------------- | ---------------- | ---------------- | ---------- | ------------------------------------------------ |
| 第1話  | おにあい （お兄ちゃんだけど愛さえあれば関係ないよねっ）               | ふでやすかずゆき | 川口敬一郎       | 川口敬一郎 | 山吉幸一、平田和也 松下郁子                      |
| 第2話  | みだらね （休み時間だからお兄ちゃんに会いたいよねっ）                 | ヤスカワショウゴ | 川口敬一郎       | 奥野浩行   | 小美戸幸代 日下岳史                              |
| 第3話  | ぶらなし （セレブだから整理整頓できなくても仕方ないよねっ）           | ふでやすかずゆき | 及川啓           | 及川啓     | 平田和也 滝本祥子                                |
| 第4話  | はだかだ （恥ずかしいけど裸の付き合いは大切だよねっ）                 | 井上美緒         | 大沼心           | 高島大輔   | 永田正美                                         |
| 第5話  | せいかん （生徒会長と密室で二人きりだから完璧に危険だよねっ）         | ヤスカワショウゴ | ワタナベシンイチ | 徳本善信   | 手塚江美                                         |
| 第6話  | まょちき （妹（まい）レボリューションだから地球規模の妹革命だよねっ） | ふでやすかずゆき | 福田道生         | 山口頼房   | 木下ゆうき、大平剛生 兵渡勝                      |
| 第7話  | ちっぱい （ちっちゃいけどパーフェクト管理人だから問題ないよねっ）     | 井上美緒         | 渡部高志         | 野木森達哉 | 平田和也、山吉一幸 飯飼一幸                      |
| 第8話  | からふる （水着買ったらファッションショーするべきだよねっ）           | 井上美緒         | 神保昌登         | 神保昌登   | 井嶋けい子、佐野隆雄 滝本祥子、平田和也 服部健知 |
| 第9話  | にーにー （にゃんにゃんがいるからにゃーにゃーだよにゃっ）             | ヤスカワショウゴ | 花札虎南         | 新子太一   | 吉井碧 竹本佳子                                  |
| 第10話 | ぎんだま （銀兵衛って名前だからまぁ男の子だと思われるよねっ）         | ヤスカワショウゴ | 川口敬一郎       | 青柳宏宜   | 永田正美、青山まさのり 飯飼一幸、松尾真彦        |
| 第11話 | はかない （お風呂上がりに着替えがないから履かないよねっ）             | ふでやすかずゆき | ワタナベシンイチ | 徳本善信   | 卯作                                             |
| 第12話 | あいだね （愛はあるけど妹だから問題あるよねっ）                       | 井上美緒         | 福田道生         | 徳本善信   | 竹森由加 兵渡勝                                  |

### 放送局
| 放送地域 | 放送局             | 放送期間                      | 放送日時                     | 放送系列         | 備考                            |
| -------- | ------------------ | ----------------------------- | ---------------------------- | ---------------- | ------------------------------- |
| 日本全域 | AT-X               | 2012年10月5日 - 12月21日      | 金曜 23:00 - 23:30           | アニメ専門CS放送 | 製作委員会参加 リピート放送あり |
| 東京都   | TOKYO MX           | 2012年10月10日 - 12月26日     | 水曜 1:30 - 2:00（火曜深夜） | 独立局           |                                 |
| 日本全域 | BS11               | 2012年10月12日 - 12月28日     | 金曜 0:00 - 0:30（木曜深夜） | BS放送           | ANIME+枠                        |
| 兵庫県   | サンテレビ         | 2012年10月12日 - 12月28日     | 金曜 0:35 - 1:05（木曜深夜） | 独立局           |                                 |
| 日本全域 | ニコニコチャンネル | 2012年10月19日 - 2013年1月4日 | 金曜 0:00 更新（木曜深夜）   | ネット配信       | 第2話以降無料配信期間なし       |

### 映像特典
『新作アニメ映像だけど何も文句ないよねっ』は、DVD&Blu-ray各巻に収録の短編エピソード。
第1話で登場した『あきここまち』は、あきたこまちコラボ米として実際に発売された。
| 巻数 | サブタイトル                                                            | 脚本             | 絵コンテ   | 演出       | 総作画監督 | 作画監督 |
| ---- | ----------------------------------------------------------------------- | ---------------- | ---------- | ---------- | ---------- | -------- |
| 1    | おこめだ （おいしいお米の秋子小町の収穫が楽しみだねっ）                 | ふでやすかずゆき | 川口敬一郎 | 川口敬一郎 | 川村幸祐   | 清水空翔 |
| 2    | くりむく （銀兵衛は栗が大好きだからいがいがをむくよねっ）               | ふでやすかずゆき | 川口敬一郎 | 川口敬一郎 | 川村幸祐   | 清水空翔 |
| 3    | ろうどく （休日出勤は苦労するけどいつか報われるよねっ）                 | ヤスカワショウゴ | 川口敬一郎 | 川口敬一郎 | 川村幸祐   | 清水空翔 |
| 4    | しおさい （ねぇ知ってる?おっぱいのサイズの測り方って難しいんだよねっ）  | 井上美緒         | 川口敬一郎 | 川口敬一郎 | 川村幸祐   | 清水空翔 |
| 5    | くつした （眼鏡って屈折したレンズを利用した文明の利器だよねっ）         | ヤスカワショウゴ | 川口敬一郎 | 川口敬一郎 | 川村幸祐   | 清水空翔 |
| 6    | ぬぎたて （温もりがほしいからギブミーって愛を求めたりしてしまうよねっ） | ふでやすかずゆき | 川口敬一郎 | 川口敬一郎 | 川村幸祐   | 清水空翔 |

### Blu-ray / DVD
ディスクの仕様はスーパーピクチャーレーベルで、この他毎回特典として川村幸祐による脱衣ジャケット、新作OVA、ノンクレジットOP、番宣映像が収録されている。初回生産特典として川村幸祐と閏月戈によるスリーブBOX、ドラマCD、川村と閏月作の2枚のポストカードが同梱。
| 巻数 | 発売日         | 収録話          | 規格品番  | 規格品番  |
| 巻数 | 発売日         | 収録話          | Blu-ray   | DVD       |
| ---- | -------------- | --------------- | --------- | --------- |
| 1    | 2012年12月26日 | 第1話 - 第2話   | ZMXZ-8241 | ZMBZ-8251 |
| 2    | 2013年1月30日  | 第3話 - 第4話   | ZMXZ-8242 | ZMBZ-8252 |
| 3    | 2013年2月27日  | 第5話 - 第6話   | ZMXZ-8243 | ZMBZ-8253 |
| 4    | 2013年3月27日  | 第7話 - 第8話   | ZMXZ-8244 | ZMBZ-8254 |
| 5    | 2013年4月24日  | 第9話 - 第10話  | ZMXZ-8245 | ZMBZ-8255 |
| 6    | 2013年5月29日  | 第11話 - 第12話 | ZMXZ-8246 | ZMBZ-8256 |

### Webラジオ
『ラジオだけどみんなの愛さえあれば関係ないよねっ』のタイトルで、2012年10月2日から2013年1月29日まで音泉・HiBiKi Radio Stationにて毎週火曜に配信された。パーソナリティーは木戸衣吹（姫小路秋子 役）、下田麻美（猿渡銀兵衛春臣 役）。
ゲスト
- #11,12 諸星すみれ（鷹ノ宮ありさ 役）

テーマソング
「LO♡ブ-ラ♡VE コンプレックス」
作詞 - 松井洋平 / 作曲・編曲 - 酒井陽一 / 歌 - 姫小路秋子（木戸衣吹）

## その他
カードコレクションアプリ「嫁コレ」にて2013年4月9日に姫小路秋子、同年5月21日に那須原アナスタシア、同年6月21日に猿渡銀兵衛春臣が配信された。